# Monêtier-Allemont
Monêtier-Allemont település Franciaországban, Hautes-Alpes megyében. Lakosainak száma 296 fő (2022. január 1.). Monêtier-Allemont Claret, Barcillonnette, Ventavon és Vitrolles községekkel határos.

## Népesség
A település népességének változása:
| Lakosok száma | 285  | 240  | 228  | 310  | 303  | 293  | 283  | 284  | 284  | 296  |
|               | 1968 | 1982 | 1990 | 2006 | 2013 | 2015 | 2017 | 2019 | 2020 | 2022 |